# Philip Dunne
Philip Dunne (New York City, 11 febbraio 1908 – Malibù, 2 giugno 1992) è stato un regista e sceneggiatore statunitense, molto attivo a Hollywood tra il 1932 e il 1965.

## Biografia

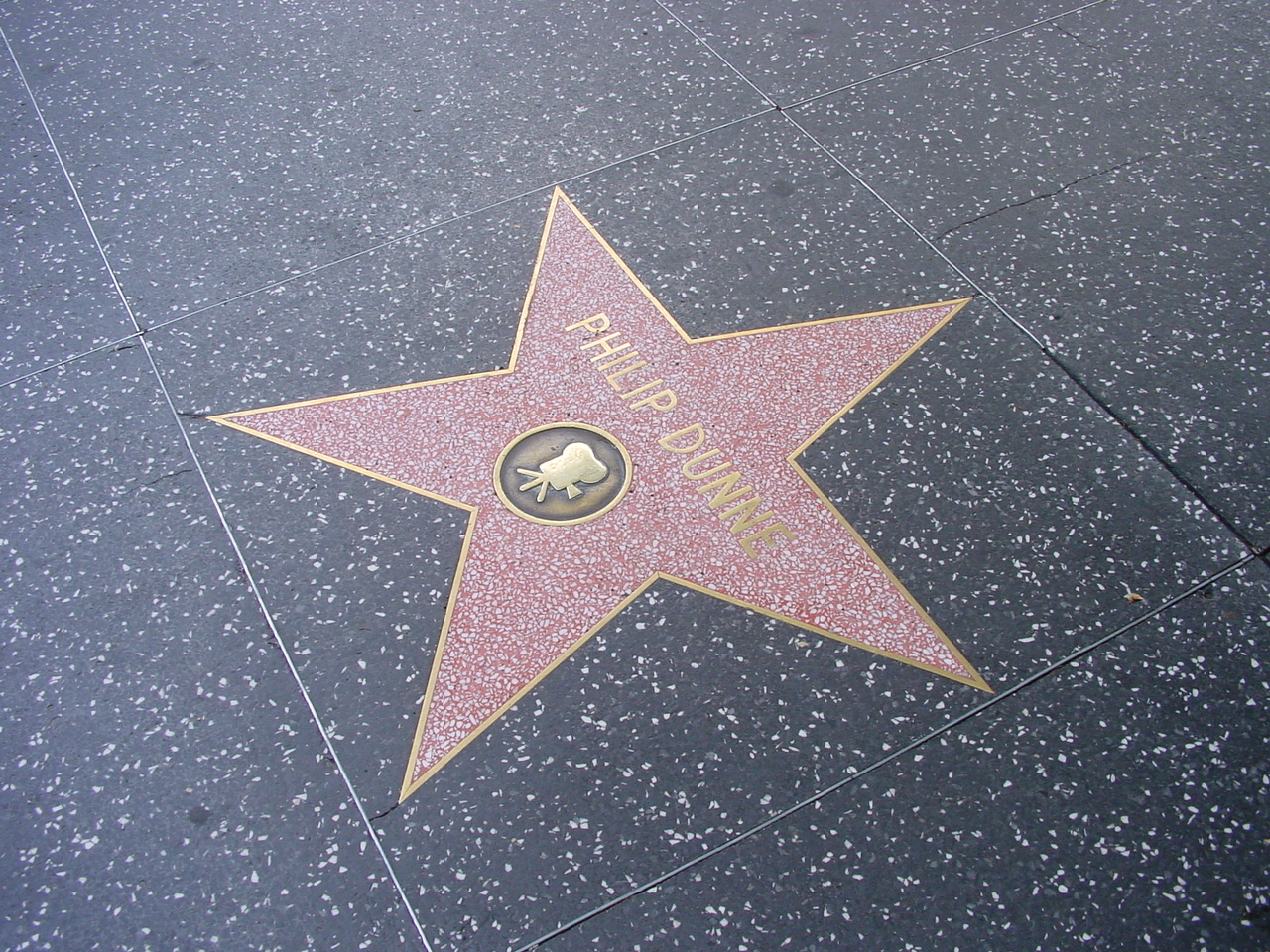
Stella dedicata a Dunne nella Hollywood Walk of Fame

Nato a New York, suo padre, Finley Peter Dunne, era un editorialista originario di Chicago, mentre sua madre, Margaret Abbott, era figlia del critico letterario e romanziere Mary Ives Abbott, collaboratrice assidua del Chicago Tribune.
Sebbene di famiglia cattolica, Dunne studiò alla Middlesex School, di stampo protestante, e proseguì all'Università di Harvard dove terminò gli studi nel 1929. Subito dopo il diploma di laurea prese il primo treno per Hollywood e poco tempo dopo scrisse la sua prima sceneggiatura, non accreditato, per la pellicola Me and My Gal (1932), mentre la sua prima sceneggiatura accreditata fu per il film Il Conte di Montecristo (1934), del regista Rowland V. Lee. Dopo aver collaborato con diversi studios, passò nel 1937 alla 20th Century Fox, con la quale avrebbe lavorato, tranne pochi intervalli, ininterrottamente per 25 anni, scrivendo la sceneggiatura di 36 pellicole e dirigendone 10. 
Dunne fu uno dei dirigenti della Screen Writers Guild, il sindacato degli sceneggiatori hollywoodiani fondato nel 1933, e dopo la Seconda guerra mondiale scrisse discorsi elettorali per i candidati democratici alla presidenza, quali Adlai Ewing Stevenson II e  John Fitzgerald Kennedy.

## Filmografia

### Regista (parziale)
- Il treno del ritorno (The View from Pompey's Head) (1955)
- Io non sono una spia (Three Brave Men) (1956)
- Paura d'amare (Hilda Crane) (1956)

### Sceneggiatore (parziale)
- Sotto pressione (Under Pressure), regia di Raoul Walsh (1935)
- Il canto del fiume (Swanee River), regia di Sidney Lanfield (1939)
- Il prigioniero (Johnny Apollo), regia di Henry Hathaway (1940)
- Com'era verde la mia valle (How Green was my Valley), regia di John Ford (1941)
- Io non sono una spia (Three Brave Men), regia di Philip Dunne (1956)
- Paura d'amare (Hilda Crane), regia di Philip Dunne (1956)